# Delta Junction, Alaska
Delta Junction este un orășel din Southeast Fairbanks Census Area, Alaska, SUA. Localitatea, care avea în anul 2004 840 de locuitori, se află la capătul nordic al șoselei Alaska Highway, care o leagă de Dawson Creek din Canada. Orașul este situat la vărsarea râului Delta în Tanana River, la 160 km sud de orașul Fairbanks.